# Tour della nazionale maschile di rugby a 15 dell'Italia 1973
A giugno e luglio 1973 la nazionale italiana di rugby a 15 intraprese un tour di 9 incontri in Africa meridionale.
Le destinazioni del tour furono Rhodesia (nome con cui era all’epoca noto lo Zimbabwe) e Sudafrica.
Di detti 9 incontri il primo, quello contro la Rhodesia, fu un test match.
Fatta eccezione per il breve tour di tre anni prima in Madagascar, l’Italia del rugby non aveva mai viaggiato oltremare nelle sue uscite internazionali, essendosi limitata solo a brevi puntate in Gran Bretagna o, se in Europa continentale, in Francia.
Quello del 1973 fu, quindi, il primo vero grande tour organizzato dalla federazione al fine di dare al movimento rugbistico italiano un’opportunità di crescita tecnica.

## Contesto storico
L’Italia proveniva da una retrocessione nel campionato europeo 1970-71 e aveva fallito il ritorno in prima divisione nel 1972 e nel 1973.
Il presidente federale Sergio Luzzi-Conti, già giocatore e dirigente del CUS Roma, grazie ai buoni rapporti con la South African Rugby Board, ovvero la federazione dei rugbisti bianchi sudafricani (quella, tra le varie del Paese, riconosciuta internazionalmente dall’IRFB) riuscì a ottenere la collaborazione dell’ex pilone Amos du Plooy che fu affiancato al C.T. Gianni Villa nel ruolo di consulente tecnico.

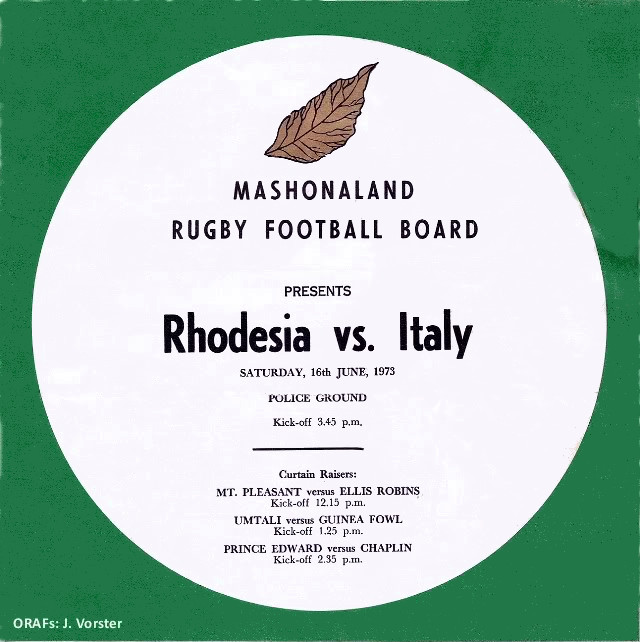
Programma di —

Il clima politico non permetteva di scegliere liberamente nel parco giocatori nazionale: già un tour degli Springbok in Nuova Zelanda era stato annullato a seguito delle proteste a Wellington contro il regime di apartheid vigente in Sudafrica e di una raccomandazione del primo ministro laburista Norman Kirk alla NZRFU di ritirare l’invito agli ospiti; non aiutò in tal senso il mancato impegno di Danie Craven, presidente della SARB, di garantire alla vecchia SARU (South African Rugby Union, all’epoca l’organismo che gestiva la disciplina con approccio non separatista) il perseguimento in Sudafrica di un rugby razzialmente neutro entro 15 anni da allora.
Su proteste locali pure i Paesi Bassi annullarono un tour in Sudafrica previsto per giugno 1973.
Anche la Rhodesia presentava problemi perché, pur non ancora soggetta a bando formale, da parte dei governi laburisti britannici di Harold Wilson e James Callaghan era sotto stretta osservazione la controversa amministrazione di Ian Smith in quanto anch’essa fautrice di un apartheid se non di diritto, quantomeno di fatto.
Non sorprendentemente, quindi, le Fiamme Oro, squadra composta da agenti della Pubblica Sicurezza, su disposizione del Ministero dell'interno non concessero i propri militari per il tour.
Amos du Plooy, conoscendo la durezza del gioco in Sudafrica, scelse per la mischia alcuni elementi tra i più solidi che il campionato italiano potesse offrire: suggerì quindi al C.T. Villa piloni come Ambrogio Bona e Anacleto Altigieri (entrambi del Rugby Roma), tallonatori come Paolo Paoletti (CUS Genova) e Antonio Spagnoli (Frascati), seconde linee del calibro di Isidoro Quaglio (Rovigo), terze linee come Salvatore Bonetti (Parma), Arturo Bergamasco (Petrarca) o il capitano della spedizione Marco Bollesan (ancora CUS Genova); per la linea dei tre quarti furono scelti elementi tecnici ma robusti come Rocco Caligiuri (Rugby Roma), utility back dal calcio potente, Lelio Lazzarini (ancora Petrarca), ala/estremo rapido e talentuoso e anch’egli preciso al piede, Nello Francescato (GUF Treviso), tre quarti centro capostipite di una famiglia che diede al rugby italiano quattro giocatori internazionali.
Ai fini del computo presenze, la Federazione concesse il cap per tutte le partite disputate dagli Azzurri.
L’unico test match è quello contro la Rhodesia, ovvero la sola squadra ai cui giocatori fu concessa la presenza internazionale.

## Gli incontri
La prima partita, al Police Ground di Salisbury (oggi Harare), vide gli Azzurri appena sbarcati sul continente praticamente impotenti e sconfitti 4-42 dalla Rhodesia: è storicamente l’unica sconfitta subìta da tale formazione, in quanto i successivi 3 incontri, tutti come Zimbabwe, videro l’Italia vittoriosa.
Cinque sconfitte, ma con prestazioni sempre in via di miglioramento, sopravvennero con Western Transvaal (oggi Leopards), Border (oggi Border Bulldogs), North-Eastern Cape (soppressa nella ristrutturazione del 1995), Natal (oggi Natal Sharks) e infine Eastern Transvaal (oggi Falcons).
Il 7 luglio 1973, al Boet Erasmus di Port Elizabeth, l’Italia affrontò i Leopards, ovvero la nazionale coloured della SARU da cui la SARB si manteneva separata, e l’avvenimento coincise con la prima e unica vittoria azzurra del tour, per 24-4.
Due giorni dopo l’Italia perse di un solo punto contro Northern Free State (gli attuali Griffons) e nell'incontro di chiusura del tour, a Johannesburg contro il Transvaal (gli odierni Golden Lions), fu sconfitta di soli 4 punti, 24-28, ma l’impresa di giornata fu di Rocco Caligiuri che, nel corso dell’incontro, piazzò tre calci in drop tra i pali della formazione sudafricana, prestazione mai realizzata prima nel rugby internazionale ed eguagliata, almeno a livello italiano, solo 27 anni dopo da Diego Domínguez contro la Scozia nella prima partita di sempre dell’Italia nel Sei Nazioni.

## Il post-spedizione
L’Italia vinse la seconda divisione della Coppa FIRA 1973-74 e tornò in prima divisione; la Federazione restituì la cortesia ai due organismi sudafricani che l’avevano ospitata, ma quando si sparse la notizia che la rappresentativa bianca del Sudafrica avrebbe giocato in Italia (furono previsti due incontri, il 7 e l’11 dicembre 1974 rispettivamente a Brescia e a Treviso) sorsero contestazioni e furono organizzate manifestazioni per spingere il potere politico a chiedere l’annullamento delle partite.
La città di Brescia, per voce del suo sindaco Boni, si espresse chiaramente per il rifiuto a ospitare gli Springbok.
La federazione decise alfine di rinunciare a disputare gli incontri previsti; nessun problema ebbero invece i rappresentanti di colore della SARU, i Leopards, che furono ospitati in Italia per due incontri che li videro sconfitti.
Non vi furono più contatti tra il rugby italiano e quello sudafricano fino al 1995 quando gli Springbok freschi campioni del mondo e riammessi nel consesso internazionale dopo la fine dell'apartheid giocarono e vinsero 40-21 allo stadio Olimpico di Roma il primo test match ufficiale tra le due nazionali. Il 13 marzo 2008 l’allora presidente federale Giancarlo Dondi, nel trentacinquesimo anniversario del tour e in riconoscimento del ruolo che esso ebbe nello sviluppo futuro del rugby nazionale, decise di premiare i suoi componenti (giocatori e staff) con una medaglia commemorativa consegnata allo stadio Flaminio di Roma prima dell’inizio di Italia — Scozia del Sei Nazioni.

## Risultati
| Arbitro: | A.P. Bird |

|                                                    |      |          |
| Youngelson (2) Barret (2) Rob Stewart Loots Murphy | mt   | Bollesan |
| I. Robertson (4)                                   | tr   |          |
| I. Robertson                                       | c.p. |          |
| I. Robertson                                       | drop |          |

| Arbitro: | Ross |

|                       |      |               |
| Schaap (3) Koorts (2) | mt   |               |
| Strydom (2) du Rand   | tr   |               |
| Strydom (2)           | c.p. | Lazzarini (2) |

| Arbitro: | Stephenson |

|                              |      |                         |
| Stephenson (3) Wilson Coates | mt   |                         |
| Brereton                     | tr   |                         |
| Brereton                     | c.p. | Lazzarini (3) Mattarolo |

| Arbitro: | Weyers |

|                                       |      |                     |
| J. Nel (2) D. Nel K. Nel Frances Rens | mt   | N. Francescato      |
| v. Vuuren (2)                         | tr   | Lazzarini           |
| v. Vuuren                             | c.p. | Lazzarini Caligiuri |

| Arbitro: | Prinsloo |

|                  |      |           |
| Thoresson (4)    | mt   |           |
| Thoresson Swamby | tr   |           |
| Swamby           | c.p. | Mattarolo |

| Arbitro: | Lane |

|                                                   |      |               |
| Strydom (2) Ferreira (2) K. Nel (2) L. Nel Fourie | mt   |               |
| Muller K. Nel                                     | tr   |               |
| Muller                                            | c.p. | Mattarolo (3) |
|                                                   | drop | A. Visintin   |

| Arbitro: | Moolman |

|       |      |                  |
| Cushe | mt   | Bollesan Bonetti |
|       | tr   | Lazzarini (2)    |
|       | c.p. | Lazzarini (3)    |
|       | drop | Lazzarini (3)    |

| Arbitro: | De Bruin |

|                        |      |                             |
| Steyn 36’ Froneman 67’ | mt   | 58’ Mattarolo 75’ Caligiuri |
| Froneman 36’, 67’      | tr   |                             |
|                        | c.p. | 55’ Mattarolo               |

| Arbitro: | Scheepers |

|                                |      |               |
| Claessen (2) Bothma (2) Burger | mt   | Visentin      |
| Badenhorst (4)                 | tr   | Lazzarini     |
|                                | c.p. | Mattarolo (3) |
|                                | drop | Caligiuri (3) |